# Васюткино (Марий Эл)
Васюткино (мар. Ватынъер — «женское озеро») — деревня в Волжском районе Республики Марий Эл России. Входит в состав Большепаратского сельского поселения.

## География
Деревня находится в юго-восточной части республики, в пределах Мари-Турекского плато, в зоне хвойно-широколиственных лесов, на расстоянии примерно 16 километров (по прямой) к северо-востоку от города Волжска, административного центра района, и в 6 км по автодорогам к юго-западу от центра сельского поселения, села Новые Параты. С юга деревня граничит с лесами Республики Татарстан. Абсолютная высота — 93 метра над уровнем моря.

### Климат
Климат характеризуется как континентальный, умеренно влажный, с длительной снежной зимой и коротким жарким летом. Среднегодовая температура воздуха — 2,3 °С. Средняя температура воздуха самого тёплого месяца (июля) — 18,2 °C (абсолютный максимум — 38 °C); самого холодного (января) — −13,7 °C (абсолютный минимум — −47 °C). Среднегодовое количество атмосферных осадков составляет 491 мм, из которых 352 мм выпадает в период с апреля по октябрь.

### Часовой пояс
Деревня Васюткино, как и вся Марий Эл, находится в часовой зоне МСК (московское время). Смещение применяемого времени относительно UTC составляет +3:00.

## История
Название Ватынъер в переводе с марийского означает «женское озеро». Деревня основана примерно в середине XVIII века, обозначена на плане Генерального межевания Казанского уезда как выселок из села Большие Параты. Первопоселенцы облюбовали красивые места с лесами, лугами и пятью небольшими слабопроточными озёрами, одно из которых дало название деревне.
В 1885 году Васюткин был одним из трёх околотков близ деревни Бизюргуб Ильинской волости Казанского уезда Казанской губернии. Жителями были марийцы, бывшие государственные крестьяне. Околоток принадлежал Моркияльскому сельскому обществу, в нём насчитывалось 126 жителей (58 мужчин, 68 женщин). Кроме сельского хозяйства, жители занимались пчеловодством. По данным карты 1880 года здесь насчитывалось 17 дворов.
По данным переписи 1897 года в деревне в 33 дворах проживало более 100 жителей. Земля вокруг деревни была малоплодородная (супесчаная), поэтому жители в начале XX века занимались в основном разными лесными промыслами. Например, многие занимались распиловкой досок двуручными продольными пилами, а сбывали изделия на ярмарке в городе Свияжске. После Первой мировой войны Даниил Толстов, бывший мастером на все руки, научил несколько семей изготавливать сундуки.
В 1923 году в деревне Васюткино Большепаратской волости Краснококшайского кантона проживало 127 человек в 25 дворах. В 1925 году в деревне Моркияльского райсельсовета Звениговского кантона жил 131 человек (125 марийцев и 6 русских), а в 1933 году — 155 жителей. В то время в деревне проживали в основном кустари. В 1931 году был организован колхоз «Коминтерн».
В 1940 году в состав колхоза входили 32 двора и 133 человека, большинство составляли марийцы. У колхоза было 9 голов крупного рогатого скота, 4 свиньи, 36 овец, также в колхозном стаде имелось 13 голов птицы, 22 лошади и 16 пчелосемей. Поля обрабатывали сенокосилкой, молотилкой, 20 конными плугами, зерновой сортировой и соломорезкой. В деревне имелись картофелехранилище, овин и крытый ток.
В 1945 году в состав колхоза «Коминтерн» входило 27 дворов и 109 человек, из них трудоспособных 7 мужчин, 37 женщин и 12 подростков. В 1949 году в колхозе были конюшня, коровник, телятник, свинарник, 2 овчарни, птичник, зернохранилище, 3 парника, 2 овина и крытый ток. В 1960-е годы в деревне было 42 двора. В начале 1960-х годов при васюткинской молочно-товарной ферме была создана комсомольско-молодёжная бригада доярок. Однако к 1965 году при укрупнении колхозов деревня вошла в состав колхоза «Восток», ферма закрылась, теплица сгорела, а лошадей сдали на мясо.
В 1980 году в деревне Васюткино Большепаратского сельсовета Волжского района проживало 128 человек (59 мужчин, 69 женщин) в 39 дворах, большинство составляли марийцы. Деревня входила в состав совхоза «Восток». Большинство домов было построено в послевоенный период. Деревня была электрифицирована, воду брали из реки. Радио и телефонов не было. В личном пользовании жителей было 11 велосипедов, 7 мотоциклов и 1 автомобиль. Был продовольственный магазин. Фельдшерско-акушерский пункт, начальная школа и дом культуры находились в соседней деревне Бизюргуб.

## Население
| 2002 | 2010 |
| ---- | ---- |
| 83   | ↗95  |

Согласно результатам переписи 2002 года в деревне проживало 83 человека (40 мужчин и 43 женщины), марийцы (100 %). По данным текущего учёта — 96 жителей (в основном пожилого возраста) в 47 дворах. Жители разговаривали на марийском языке.
По переписи 2010 года — 95 человек (45 мужчин и 50 женщин). По переписи 2021 года — 100 жителей (86 марийцев, 7 русских, 6 татар и 1 азербайджанец). Для 83 человек родным был марийский язык, для 11 — русский (которым владели все жители деревни), для 6 — татарский. Наиболее распространённые фамилии — Жарковы, Толстовы.

## Инфраструктура
Молодёжь работает на помарской компрессорной станции, а также в пгт Приволжский, городах Волжск и Зеленодольск. Большинство объектов сферы обслуживания находятся в деревне Бизюргуб. На Ольховой улице все 15 участков принадлежат дачникам из Республики Татарстан. Большинство домов деревянные, крыши покрыты железом и шифером, жители на приусадебных участках в 25 соток и более выращивают овощи, ягоды и фруктовые деревья. Население посещает церковь в селе Новые Параты.
Жилая застройка представлена индивидуальными жилыми домами. Дорога до деревни грунтовая, автобусная остановка — в 3 км от деревни. Имеется водопровод, радио и телефоны, в 2002 году деревня была газифицирована. К западу от деревни находится пасека.